# Montechiaro d'Acqui
Montechiaro d'Acqui är en ort och kommun i provinsen Alessandria i regionen Piemonte i Italien. Kommunen hade 537 invånare (2018).